# Yousef Saad
Yousef Saad (* 1950) ist ein algerisch-US-amerikanischer Mathematiker, der sich mit numerischer linearer Algebra befasst. Er ist Professor an der University of Minnesota.
Saad studierte an der Universität Algier Mathematik mit dem Abschluss 1970 und wurde 1974 (Thèse de 3eme Cycle) und 1983 (Doctorat d’Etat) an der Universität Grenoble bei Francoise Chatelin promoviert (Methode numeriques pour la resolution de problemes matriciels de grandes dimensions). Von 1981 bis 1983 war er an der Yale University, 1983/84 Professor an der Universität Tizi-Ouzou in Algerien und von 1986 bis 1988 Associate Professor an der University of Illinois at Urbana-Champaign. 1990 wurde er Professor an der University of Minnesota.
1986 führte er mit Martin H. Schultz das GMRES-Verfahren ein, ein iteratives Krylov-Verfahren zur Lösung großer linearer Gleichungssysteme, die auch nicht-symmetrisch sein können.
Saad wurde als John von Neumann Lecturer 2023 ausgewählt.

## Schriften
- Numerical methods for large eigenvalue problems, Manchester University Press, 1992, 2. Auflage, SIAM 2003
- Iterative Methods for Sparse Linear Systems, Boston: PWS Publ., 1996, 2. Auflage, SIAM 2011
- mit Martin Schultz: GMRES: A generalized minimal residual algorithm for solving nonsymmetric linear systems, SIAM Journal on Scientific and Statistical Computing, Band 7, 1986, S. 856–869